# Bovril

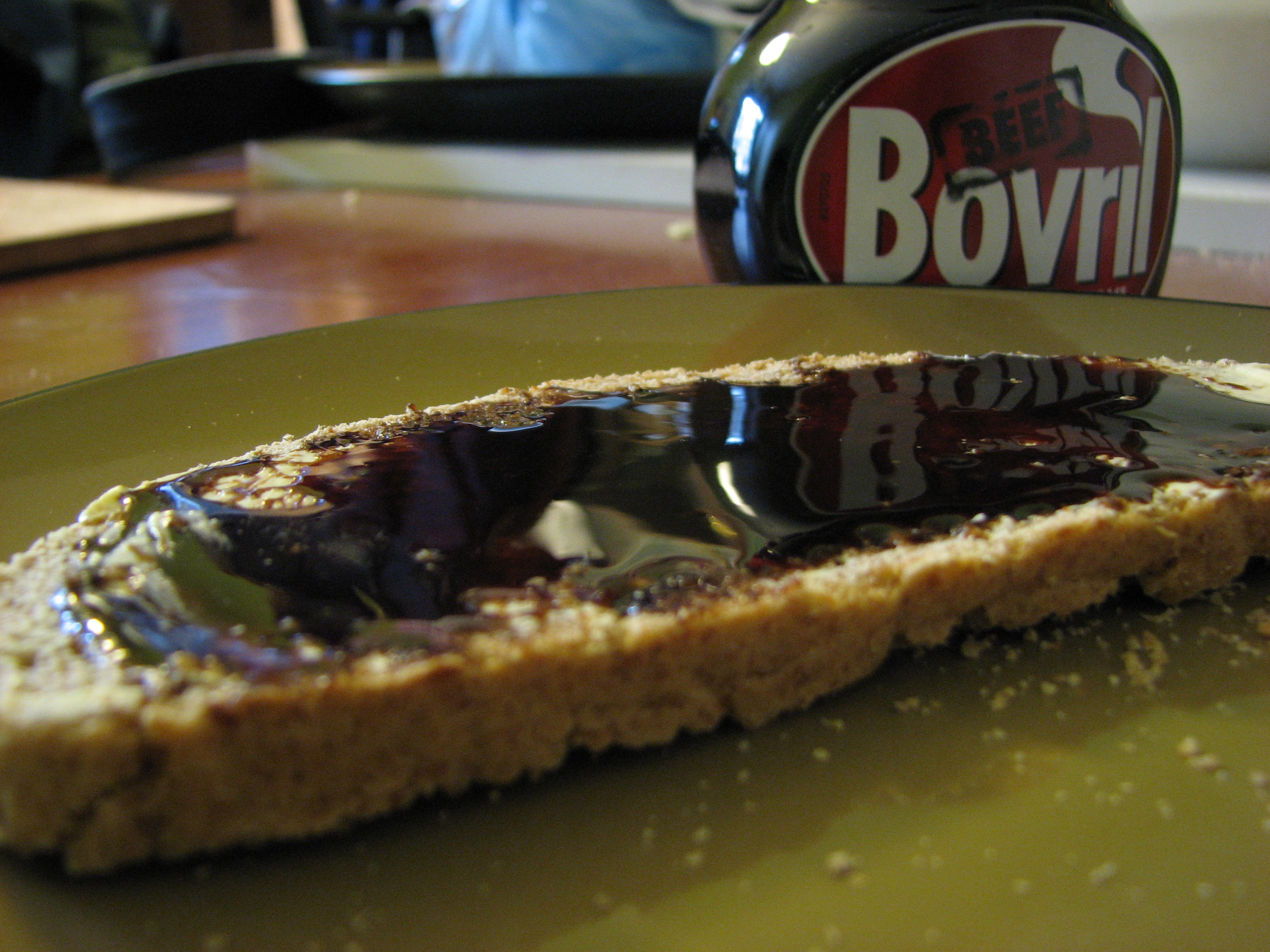
Bovril på en skiva bröd.

Bovril är ett tjockt, salt köttextrakt som säljs på glasburk och tillverkas i Burton Upon Trent, Staffordshire.
En sked av den halvflytande pastan löses i en mugg hett vatten och ger ett slags buljong som kan drickas som den är eller användas för att smaksätta soppor och grytor, men man kan även breda ren Bovril på bröd, särskilt rostat sådant. Smaken är inte helt olik Marmite.
Namnet kommer som många andra varumärken från slutet av 1800-talet och början av 1900-talet delvis från latinet, bos (gen. bovis) betyder oxe eller mer generellt nötkreatur. Efterledet vril kommer från romanen Vril, eller den kommande rasen av Bulwer-Lytton, utgiven 1870, som behandlar en underjordisk människoliknande art som får mentala och fysiska krafter av en energivätska som kallas Vril.

## Historia
Under fransk-tyska kriget 1870–1871 beställde Napoleon III en miljon konservburkar nötkött till sina soldater. Kontraktet gick till skotten John Lawson Johnston, men det fanns inte tillräckligt med nötkött i Storbritannien för att kunna leverera. Johnston skapade då en produkt han kallade Johnston's Fluid Beef och det var denna produkt som senare fick namnet Bovril. År 1888 såldes Bovril genom drygt 3000 brittiska pubar och speceriaffärer och företaget Bovril Company grundades 1889.
Bovril fortsatte användas som mat i fält under första världskriget, men även bland civila. I boken "Not So Quiet... Stepdaughters of War" av Helen Zenna Smith (Evadne Price) omnämns Bovril upprepade gånger som en bidragande orsak att utsvultna och överarbetade kvinnliga ambulansförare klarade av att hålla igång under flera år av hårt volontärarbete. 
Företaget Bovril drev under sin storhetstid boskapsrancher i Argentina med drygt 1,5 miljoner nötkreatur. Dessa rancher motsvarade till ytan hela Götaland eller England. 
När John Lawson Johnston dog ärvde George Lawson Johnston Bovril-imperiet och 1929 adlades denne till baron av Pavenham. Denna arvetitel gick 1943 till Ian St John Lawson Johnston och vidare till Arthur Charles St John Lawson Johnston 1996.

## Produkter
- Bovril
- Bovril Chicken (kycklingbaserad)
- Bovril Cubes (tärningar)

## Recept
I november 2004 meddelade tillverkaren, Unilever, att Bovril inte längre skulle baseras på nötkött utan istället på jästextrakt, delvis för att minska konsumenternas rädsla för galna ko-sjukan, dels för att bredda målgruppen till att även inbegripa vegetarianer och veganer. Enligt Unilever hade man vid ett blindtest kommit fram till att 10% av testgruppen inte kände någon skillnad, 40% föredrog den gamla smaken och 50% föredrog den nya.
Unilever hoppades även kunna öka exporten till asiatiska marknader som Malaysia, där islam dominerar som religion och där regimen hade börjat bli restriktiv beträffande mat som inte var halal. Genom att byta till ett icke-köttbaserat Bovril-recept hoppades man därför kunna öka försäljningen i landet, där Bovril rörs ner i kaffe och gröt.
Att man tog bort köttet från receptet väckte dock viss kritik, och många menade att den nya versionen inte smakade som den gamla. En privatperson skapade till och med en webbplats för att försöka övertala Unilever att ånyo börja sälja den klassiska Bovril med köttextrakt. Efter att EU 2006 lyft sitt exportförbud mot brittiska köttprodukter återinförde Unilever köttextrakt som en av huvudingredienserna i Bovril.

## Kultur
Bovril serveras på Groucho Club och associeras med fotbollskulturen då den ofta dracks på läktarna ur medhavda termosar. På skotska fotbollsarenor är termosar och liknande vätskebehållare förbjudna, så där säljs Bovril istället inne på området i muggar av plast eller polystyren. Vissa Bovril-konsumenter tillsätter vitpeppar och lite cayennepeppar.